# Доризо, Николай Константинович
Никола́й Константи́нович Доризо́ (22 октября 1923, Краснодар — 31 января 2011, Переделкино) — русский советский и российский поэт, поэт-песенник, драматург. Член Союза писателей СССР. Почётный гражданин Краснодара.

## Биография
Н. К. Доризо родился 22 октября 1923 года в Краснодаре. Его отец, уроженец Греции, принадлежавший к знатному роду, перебрался вместе с родителями в Россию, работал адвокатом, поддержал революцию 1917 года. Мать Николая — кубанская казачка, закончила консерваторию по классу фортепиано, была музыкантом.
Детство Николая прошло в станице Павловской Краснодарского края. В 1938 году отца арестовали, дали 10 лет без права переписки.
Первое стихотворение сочинил в возрасте трёх с половиной лет. С 1938 года, т. е. с 15 лет, начал публиковать свои стихотворения.
Окончил школу в 1941 году в Ростове-на-Дону, был призван в армию. Во время войны работал литературным сотрудником в Воениздате, затем в редакции окружной газеты «Слово бойца».
Был корреспондентом фронтовых газет. В военное время появилась и первая песня на его стихи — «Дочурка» (музыка Розалии Гольдиной). Автор вспоминал: «В 1942 году на фронте, не будучи еще ни отцом, ни поэтом, я написал стихотворение «Дочурка», к которому сочинила музыку Роза Гольдина. И буквально через несколько дней эта песня стала известна всему фронту! В конце войны на ростовском рынке я увидел безногого инвалида в потертой шинели, который торговал кукурузными лепешками и текстами «Дочурки», отпечатанными на папиросной бумаге… Люди покупали и то, и другое. Значит, мое стихотворение было нужно им так же, как хлеб…»
После войны Доризо поступил в Ростовский университет. В 1957 году окончил Высшие литературные курсы Литературного института им. А.М. Горького.
Первый сборник стихов автора, ранние поэтические опыты которого были опубликованы еще в подростковом возрасте в 1938-м, вышел в Ростове-на-Дону в 1948 году под заглавием «На родных берегах». Далее в ростовском, а затем в московских издательствах вышли сборники его стихов и поэм: «Мы — мирные люди» (1950), «Стихи» (1952), «Верю, люблю, пою!» (1959), «Имя моё — человек» (1961), «Избранное» (1963), «Стихи» (1964), «Люблю писать в дороге...» (1965), «Ровесникам нашей Победы» (1967), «Меч Победы» (1975), «Звенья» (1982) и другие.
Доризо написал несколько драматических произведений: «Две женщины и зависть», «Красивой быть опасно», «Утром после самоубийства», «Конкурс красоты» и др.
Многие стихи были положены на музыку, звучат в художественных кинофильмах «Разные судьбы», «Дело было в Пенькове», «Простая история» и других.
Николай Доризо исследовал творчество А. С. Пушкина, которому была посвящена, в частности, его книга «России первая любовь: Мой Пушкин : Стихотворения, поэмы, проза» (М.: Современник, 1986. — 527 с.).
Член ВКП(б) с 1947 года. Член Союза писателей СССР, лауреат Государственной премии РСФСР имени М. Горького, лауреат Литературной премии имени Александра Фадеева, лауреат Премии Министерства обороны СССР. Почётный гражданин города Краснодара. С 1959 г. до 90-х годов — секретарь Союза писателей РСФСР.
Стал верующим, говорил: «Мой дед был протоиереем Кубанского собора, а отец — ярым атеистом, поэтому мой путь к Богу был долгим».
Был женат трижды. Первой женой была эстрадная певица Гелена Великанова, второй — артистка оперетты Ирина Рогозинская (1913 или 1915 — 1991), его падчерицей была дочь Ирины будущая актриса Валентина Шарыкина. С третьей женой, примой Московского театра оперетты Верой Вольской (1925—2016), прожил более сорока лет.
Н. К. Доризо умер 31 января 2011 года в посёлке Переделкино Московской области.
Похоронен на кладбище в Переделкине.

## Награды и премии
- Государственная премия РСФСР имени М. Горького (1981) — за стихи и песни последних лет, опубликованные в книгах «Пока деревья есть на свете» (1978), «Я сочинил когда-то песню» (1980)
- орден Октябрьской Революции (1983)
- орден Трудового Красного Знамени
- орден «Знак Почёта»
- медаль «За оборону Кавказа»
- медаль  «За победу над Германией в Великой Отечественной войне 1941-1945 гг.»
- медаль имени Александра Фадеева

## Творчество
Николай Константинович сотрудничал с известными композиторами: Никитой Богословским, Оскаром Фельцманом, Кириллом Молчановым, Семёном Заславским, Марком Фрадкиным, Аркадием Островским, Серафимом Туликовым, Аркадием Люксембургом, Тофиком Кулиевым и др.
В результате появились всенародно любимые и узнаваемые песни:
- «Я о Родине пою» — муз. С. С. Туликова,
- «Песня о любви» («На тот большак…») — муз. М. Г. Фрадкина,
- «Мужской разговор» — муз. Н. В. Богословского,
- «Московские улочки» — муз. Н. В. Богословского,
- «Огней так много золотых» — муз. К. В. Молчанова,
- «Песня выпускников» — муз. Н. В. Богословского,
- «Взрослые дочери» — муз. О. Б. Фельцмана,
- «Песня Рощина» — муз. Н. В. Богословского,
- «От людей на деревне не спрятаться» — муз. К. В. Молчанова,
- «Помнишь, мама моя» — муз. Н. В. Богословского,
- «Песенка молодых соседей» — муз. А. И. Островского,
- «Родина твоя» — муз. Аркадия Люксембурга,
- «Кактус» — муз. А. П. Долуханяна,
- «Песня об одиноком друге» — муз. Н. В. Богословского,
- «Бабушка» («Спешит на свидание бабушка, а бабушке сорок всего…») муз. Б. М. Терентьева,
- «Давно не бывал я в Донбассе» — муз. Н. В. Богословского,
- «Накануне» — муз. В. И. Женевского[11],
- «Нежная рука» — муз. Т. Кулиева
- и др.

Песни на стихи Николая Доризо звучат в фильмах:
- «У тихой пристани»,
- «Простая история»,
- «Увольнение на берег»,
- «Разные судьбы»,
- «Дело было в Пенькове».

Стихи Николая Доризо неоднократно становились объектом пародий известного поэта-пародиста Александра Иванова.

### Книги
Выборочно:
- На родных берегах: Стихи. — Ростов-на-Дону: Ростиздат, 1948. — (тип. им. Калинина). — 40 с.
- Мы — мирные люди: Стихи. — Ростов-на-Дону: Ростиздат, 1950. — 92 с.— 6 000 экз.
- Стихи. — М.: Молодая гвардия, 1952. — 135 с.
- Встреча с тобой: Книга стихов. — Ростов-на-Дону: Кн. изд-во, 1955. — 134 с. — 3 000 экз.
- Стихи и песни. — М.: Госкультпросветиздат, 1956. — 72 с.: нот.; (Б-чка «Художественная самодеятельность» № 21)
- Лирика: Стихи. [Поэма о любви]. — М.: Советский писатель, 1958. — 100 с.
- Верю, люблю, пою!.. : Стихи. — М.: Советская Россия, 1959. — 118 с., портр.; 75 000 экз.
- Лирика. — М.: Правда, 1960. — 31 с.; (Б-ка «Огонек» № 23)
- Имя моё — человек: Книга новых стихов. — М.: Советская Россия, 1961. — 240 с.; портр.
- Избранное. — М.: Гослитиздат, 1963. — 222 с.; портр.
- Стихи. Поэмы. Песни. — Краснодар: Книжное изд-во, 1964. — 239 с.: портр.
- Люблю писать в дороге... : Стихи. — Ростов-на-Дону: Кн. изд-во, 1965. — 159 с.; портр.
- Седьмое чувство: Стихи об искусстве. — М.: Молодая гвардия, 1966. — 127 с.; портр.
- Стихи. — Ростов-на-Дону: Кн. изд-во, 1967. — 23 с.: портр. (Поэзия Дона)
- Избранная лирика. — М.: Молодая гвардия, 1967. — 31 с. (Б-чка избранной лирики) На 4-й с. сост.: М. Лисянский.
- Ровесникам нашей Победы: Стихи и песни. — М.: Воениздат, 1967. — 175 с.: ил.
- Свежесть. — М.; Советская Россия, 1970.
- Место действия — Россия: Книга поэм. — М.: Советский писатель, 1971. — 174 с.
- Разные судьбы: Стихи. Поэмы. Песни. — Предисл. М. Лисянского. [ил. Л. Д. Борзых]. — М.: Воениздат, 1972. — 302 с., портр.: ил.
- Сорок семь новогодних ночей: Лирика. — М.: Правда, 1972. — 32 с. (Б-ка «Огонёк» 11)
- Военные поезда: Стихи. — [Ил.: М. Буткин]. — М.: Воениздат, 1972. — 96 с.: ил. (Б-чка журнала «Советский воин» / Гл. полит. упр. Советской Армии и Воен.-Мор. Флота; № 1 (656)).
- Земля моей первой любви: Стихи. Песни. — Ростов-на-Дону: Кн. изд-во, 1973. — 135 с.
- Край готовности постоянной. — Краснодар, 1974.
- Меч Победы: Стихи, поэмы, песни. — [Ил.: Л. Д. Борзых]. — М.: Воениздат, 1975. — 351 с., портр.: ил.
- Нас водила молодость... : Стихи. — [Худож. А. Черенков]. — М.: Воениздат, 1976. — 95 с. : ил. (Б-чка журнала «Советский воин» / Гл. полит. упр. Советской Армии и Воен.-Мор. Флота; № 3 (706))
- Пока деревья есть на свете: Книга лирики. — М.: Современник, 1978. — 224 с. (Новинки «Современника»)
- В России Ленин родился. — М.: Воениздат, 1980.
- Звенья. — М.: Советский писатель, 1982.
- Книга лирики. — М.: Советская Россия, 1982.
- Я прохожу по строчечному фронту. — М.: Современник, 1984. — 319 с.
- Пока деревья есть на свете. — М.: Советская Россия, 1984.
- День нынешний и день вчерашний. — М.: Воениздат, 1985
- Вдохновенье завтрашнего дня: Стихотворения: [Для ст. возраста]. Вступ. ст. О. Михайлова; Худож. Д. Мухин. — М.: Детская литература, 1986. — 160 с.: ил.; В пер. (Поэтич. б-ка школьника) — 100 000 экз.
- Внукам нашей Победы: Стихи, поэмы, песни. — [Худож. А. Герасимов]. — М.: Молодая гвардия, 1986. — 254 с.: ил.
- Мужество жить. — М.: Московский рабочий, 1988.
- Сердцебиение мысли: Стихи. — М.: РБП, 1993. — 7 с.: ил. (Рекламная библиотечка поэзии)
- Книга о любви: стихи, песни, проза. — М.: Рус. книга, 2004. — (Отпеч. в ФГУП Изд-во «Известия»). — 286 с., цв. портр.: ил.; (в пер.) ISBN 5-268-00554-5

### Пьесы
- Николай Доризо. Утром после самоубийства: Драматическая поэма в трёх действиях. — М.: Отд. распространения драм. произведений ВУОАП, 1959. — 128 л.
- Николай Доризо. Красивой быть опасно: Комедия в трёх актах, в стихах с песнями и танцами; Муз. Александра Долуханяна; Отв. ред. Л. Барулина. — М.: ВУОАП, 1967. — 82 л.
- Николай Доризо. Конкурс красоты: Музыкальная комедия в трёх актах: Пьеса в стихах Николая Доризо. Музыка Александра Долуханяна; Отв. ред. М. Генералова. — М.: ВУОАП, 1967. — 76 л.
- Николай Доризо. Конкурс красоты: Оперетта в трёх действиях / Либретто Н. Доризо. — М.: Советский композитор, 1971. — 166 с.
- Николай Доризо. Две женщины и зависть: Муз. фантасмагория в двух частях: Пьеса в стихах и прозе Николая Доризо / Музыка Александра Зацепина ; Отв. ред. М. Генералова. — М.: ВААП, 1975. — 77 л.

### Собрание сочинений
- Николай Доризо. Избранные стихи. — [Вступ. статья С. Васильева]. — М.: Художественная литература, 1970. — 367 с., портр.
- Николай Доризо. Избранные произведения в 2 т. — М.: Художественная литература, 1976.— 100 000 экз. 
  - Т. 1: Стихотворения. Песни. — 1976. — 286 с.: портр.
  - Т. 2: Поэмы. — 1976. — 350 с.
- Николай Доризо. Собрание сочинений в 3 т. — М.: Художественная литература, 1983–1985. — 50 000 экз.
  - Т. 1: Стихотворения. — 1983. — 430 с.; портр.: ил.
  - Т. 2: Строфы; Песни; Поэмы. — 1984. — 461 с.: ил.
  - Т. 3: Поэмы; Проза; Стихотворения. — 1985. — 351 с.: ил.

## Память
- 23 октября 2018 года Литературный музей Кубани провёл для любителей поэзии литературно-музыкальную встречу «Есть мысль, есть труд, есть слово у меня». Специалисты музея представили выставку книг, фотографий и документы из личного архива Николая Доризо, рассказали о краснодарском периоде жизни знаменитого поэта-песенника[12].